# Zdzisław Fedorowicz
Zdzisław Zygmunt Fedorowicz (ur. 12 marca 1922 w Wilnie, zm. 12 sierpnia 2007) – polski finansista, profesor zwyczajny doktor habilitowany, były wiceprezes NBP i Komisji Planowania przy Radzie Ministrów, przewodniczący Rady Naukowej Instytutu Finansów Ministerstwa Finansów, ekspert ONZ, członek Komitetu Nauk Ekonomicznych PAN. Autor wielu publikacji naukowych.

## Życiorys
Był synem Zygmunta Fedorowicza, zoologa, dyrektora Gimnazjum im. Króla Zygmunta Augusta w Wilnie.
W czasie II wojny światowej żołnierz AK na Wileńszczyźnie.
W latach 1951–1992 wykładowca oraz pracownik naukowy SGPiS w Warszawie. Doradca prezesa NBP, zastępca dyrektora departamentu oraz doradca naukowy. Od 1969 r. wiceprezes NBP. W latach 1968–1978 był kierownikiem Katedry Finansów SGPiS, a także prodziekanem i dziekanem Wydziału Finansów oraz Wydziału Finansów i Statystyki, a także prorektorem SGPiS do spraw nauki.
W latach 1992–1995 wykładowca PWSBiA, a następnie Wyższej Szkoły Ubezpieczeń i Bankowości w Warszawie oraz pracownik naukowy Wyższej Szkoły Handlu i Prawa im. R. Łazarskiego.
14 kwietnia 1999 r. prof. Fedorowicz został wyróżniony tytułem doktora honoris causa SGH.

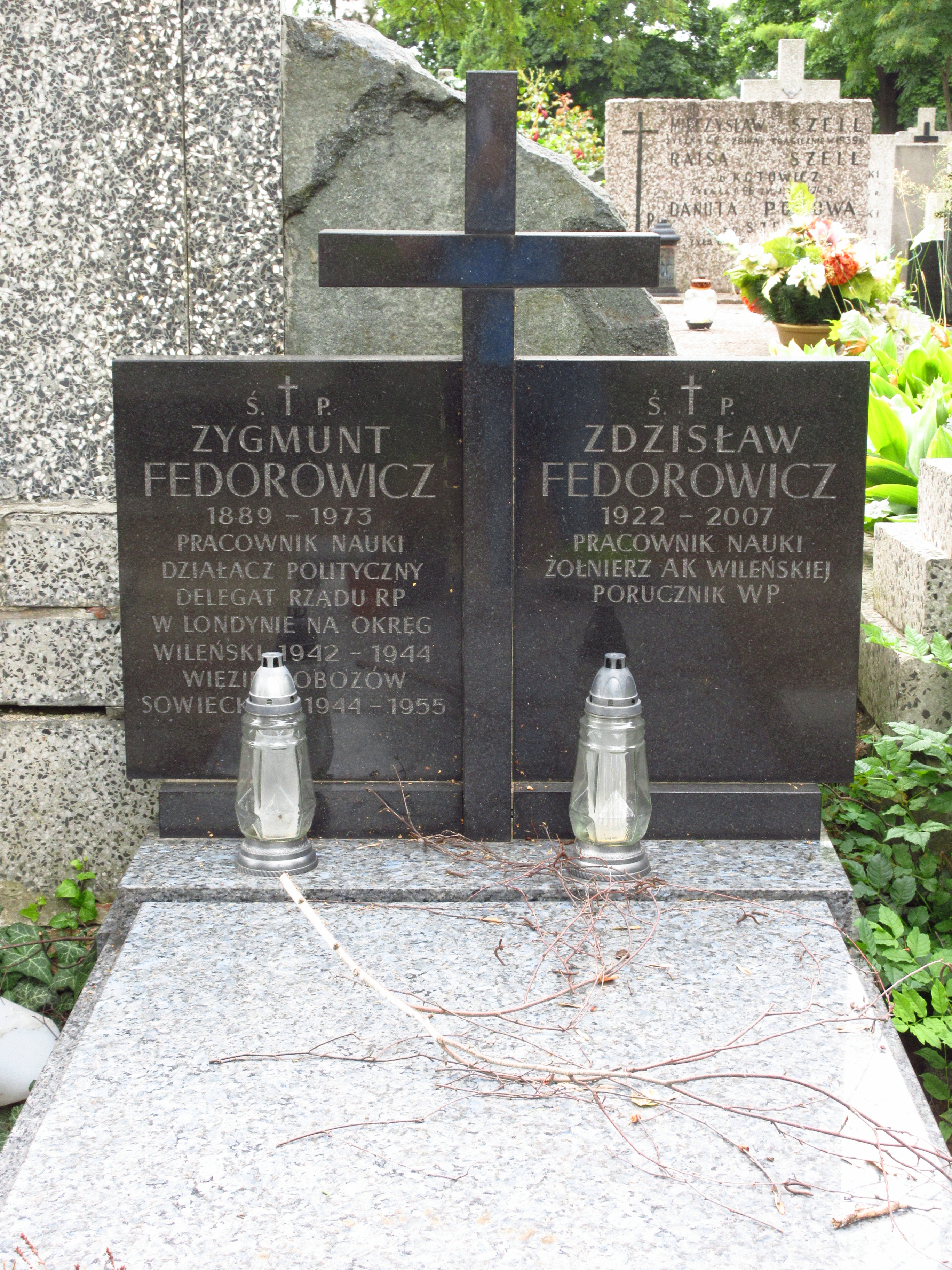
Grób Zdzisława i Zygmunta Fedorowiczów na Cmentarzu Bródnowskim

Pochowany 20 sierpnia 2007 r. na cmentarzu Bródnowskim w Warszawie (kwatera 61G-I-14).

## Odznaczenia
- Order Sztandaru Pracy II kl.[4]
- Order Odrodzenia Polski V kl.[4]
- Krzyż Walecznych[4]
- Odznaka Zasłużonego Nauczyciela PRL[4]

## Wybrana bibliografia
- „Podstawy teorii finansów” (Poltext, 2000, ISBN 83-85366-13-X)
- „Teoretyczne podstawy reformy podatków w Polsce” (Difin, 2004, ISBN 83-7251-437-2) wspólnie z Januszem Ostaszewskim i Tadeuszem Kierczyńskim
- „Rynek pieniądza i rynek kapitału” (Poltext, ISBN 83-86890-30-4)